# Boyer-Gletscher
Der Boyer-Gletscher ist ein kurzer Gletscher in der Mountaineer Range des ostantarktischen Viktorialands. Er fließt 16 km westlich des Index Point in nördlicher Richtung in den unteren Abschnitt des Mariner-Gletschers.
Der United States Geological Survey kartierte ihn anhand eigener Vermessungen und Luftaufnahmen der United States Navy aus den Jahren von 1960 bis 1964. Das Advisory Committee on Antarctic Names benannte ihn 1968 nach Jack W. Boyer, Funker auf der Hallet-Station im Jahr 1962.